# لينتو روبيال
لينتو روبيال (6 أبريل 1945 - 21 ديسمبر 2013) كانت سياسية إسبانية من حزب العمل الإشتراكي. كانت عضوا في مجلس الشيوخ من 2004 إلى 2011.